# Protazy (Pan Tadeusz)

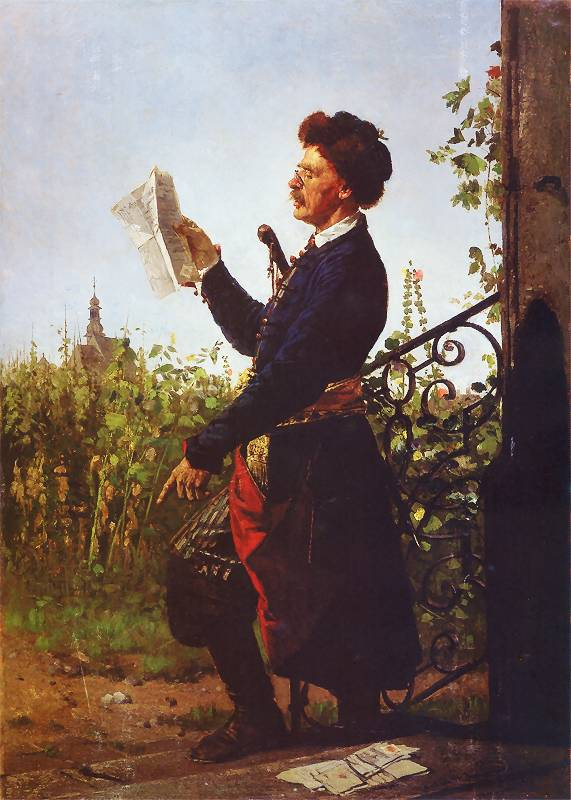
Protazy, obraz autorstwa Antoniego Kozakiewicza

Protazy Baltazar Brzechalski – postać z poematu Adama Mickiewicza Pan Tadeusz. Protazy był z zawodu woźnym sądowym, w czasie akcji utworu jest na emeryturze. Jest wiernym sługą i domownikiem Sędziego Soplicy, stara mu się pomóc uzyskać zamek dzięki kruczkom prawnym. Pod koniec utworu pogodził się i zaprzyjaźnił z Gerwazym Rębajłą. Najprawdopodobniej pochodził z ubogiej szlachty (zwykle z niej rekrutowali się drobni urzędnicy sądowi). Zawsze nosi przy sobie wokandę trybunalską.
W adaptacji filmowej Pana Tadeusza z 1999 r. w reżyserii Andrzeja Wajdy w postać Protazego wcielił się Marian Kociniak.  